# デジタル・アドバタイジング・コンソーシアム
デジタル・アドバタイジング・コンソーシアム株式会社（英: D.A.Consortium Inc.）は、かつて存在したインターネット広告代理店事業を行う日本の企業。本社を東京都渋谷区に置き、インターネット関連事業や、インベストメント事業を業務としていた。
アイレップとの経営統合により、共同持株会社としてD.A.コンソーシアムホールディングス（DAH）を設立した。博報堂DYグループの一員。24年4月、アイレップとともに事業部門を、Hakuhodo DY ONE（旧・DAH）に統合した。25年4月、Hakuhodo DY ONEに合併され解散した。

## 沿革
出典：
- 1996年（平成8年）12月 - 博報堂、アサツー ディ・ケイ（現・ADKホールディングス）、読売広告社、アイアンドエス・ビービーディオー（現・I&S BBDO）、デジタルガレージ、徳間書店の共同出資によりインターネット広告代理店として、デジタル・アドバタイジング・コンソーシアム株式会社設立。
- 1998年（平成10年）1月 - 渋谷区恵比寿西に本店移転。
- 1998年（平成10年）3月 - 資本金を1億8,000万円に増資。大広および日本経済社が株主に該当。
- 1999年（平成11年）12月 - 渋谷区東に本店移転。
- 2000年（平成12年）11月 - 資本金を22億3,375万円に増資。
- 2000年（平成12年）12月 - 大阪市に関西支社を開設。
- 2001年（平成13年）7月 - 大阪証券取引所ナスダック・ジャパン（後の東証ジャスダック）に上場。
- 2001年（平成13年）10月 - 米国ニューヨークにニューヨーク事務所を開設。
- 2003年（平成15年）12月 - 関連会社のアド・マーケットプレイスを、スパイスボックスへと改組。
- 2004年（平成16年）7月 - エルゴ・ブレインズの株式取得、関連会社化。
- 2004年（平成16年）11月 - デジタルブティック（現・ベビカム）へ出資、関連会社化。
- 2004年（平成16年）12月 - 連結子会社として、アド・プロを設立。
- 2005年（平成17年）3月 - 渋谷区恵比寿四丁目（現所在地）に本社移転。
- 2005年（平成17年）10月 - 共同出資により、中国北京市に北京迪愛慈商務諮詢有限公司（現・北京迪愛慈広告有限公司。連結子会社）を設立。
- 2006年（平成18年）3月 - エルゴ・ブレインズ及びインタースパイアを連結子会社化。
- 2006年（平成18年）3月 - 共同出資により、アイメディアドライブ（連結子会社）を設立。
- 2007年（平成19年）1月 - 福岡市に九州支社を開設。
- 2008年（平成20年）2月 - 主要テレビ局を中心に、第三者割当を実施。
- 2008年（平成20年）6月 - 名古屋市に中部支社を開設。
- 2009年（平成21年）2月 - 博報堂を引受先とする第三者割当増資を実施、博報堂を通じて博報堂DYホールディングスの連結子会社となる。
- 2009年（平成21年）5月 - エルゴ・ブレインズとインタースパイアが合併、スパイア設立[3]。
- 2009年（平成21年）11月 - 米Kaltura Inc.と業務提携。
- 2010年（平成22年）7月 - メンバーズとの資本業務提携。
- 2010年（平成22年）12月 - アイレップに対するTOBを実施、同社を連結子会社化[4]。
- 2011年（平成23年）2月 - 連結子会社としてプラットフォーム・ワンを設立。
- 2011年（平成23年）3月 - 連結子会社のプラットフォーム・ワンが、露IponWeb社との合弁会社として、IponWeb Japanを設立[5]。
- 2011年（平成23年）12月 - トーチライトの株式取得、子会社化。
- 2012年（平成24年）3月 - ngi groupに対するTOBを実施、同社を連結子会社化[6]。
- 2012年（平成24年）4月 - クリエイターズマッチとの業務提携。
- 2012年（平成24年）5月 - シンガポールに現地法人として、DAC ASIA PTE. LTD.（DACアジア）を設立。
- 2012年（平成24年）6月 - Innity Corporation Berhad（マレーシア）と資本業務提携[7]。
- 2012年（平成24年）7月 - 米CrispMedia, Inc.と業務提携。連結子会社のDACアジアが、Innity社との合弁会社として、I-DAC PTE. LTD.を設立[8]。
- 2012年（平成24年）12月 - モーションビート（旧ngi group[9]）とスパイアが合併、ユナイテッド設立[10][11]。
- 2013年（平成25年）2月 - 米TubeMogul Inc.および同社の日本法人であるチューブモーグルと業務提携。
- 2013年（平成25年）4月 - 1株につき100株の株式分割、単元株式数を100株とする単元株制度を採用。
- 2014年（平成26年）1月 - アドイノベーションとの資本業務提携[12]。
- 2014年（平成26年）9月 - 連結子会社のアイレップが、東証二部に市場変更。
- 2014年（平成26年）11月 - livepassとの資本業務提携。
- 2016年（平成28年）9月28日 - ジャスダック上場廃止。
- 2016年（平成28年）10月3日 - アイレップとの共同株式移転により、D.A.コンソーシアムホールディングス（DAH）を設立。同社が東京証券取引所第二部に上場。
- 2017年（平成29年）2月 - DAC Tech Vietnam JOINT STOCK COMPANY（ベトナム）を連結子会社化。
- 2017年（平成29年）3月 - エヴィクサーと資本業務提携。
- 2018年（平成30年）2月 - エブリセンスジャパンと資本業務提携[13]。
- 2018年（平成30年）3月 - リボルバーと資本業務提携。
- 2018年（平成30年）12月 - レポハピと資本提携[14]。
- 2019年（平成31年）2月 - 新潟オフィスを開設。
- 2019年（平成31年）4月 - 博報堂DYデジタルを吸収合併[15]。
- 2019年（令和元年）7月 - 中国iClick Interactive Asiaと戦略パートナーシップを締結。
- 2019年（令和元年）8月 - 韓国eMFORCE Inc.を連結子会社化。
- 2019年（令和元年）11月 - 株式会社モデューロを吸収合併。
- 2020年（令和2年）6月 - 福岡テクノロジーラボを開設。
- 2024年（令和6年）4月1日 - DAH（親会社）、アイレップとの統合により、Hakuhodo DY ONEが発足[16][17]。
- 2025年（令和7年）4月1日 - アイレップとともに、Hakuhodo DY ONEに合併され解散[18]。

## 業績推移
| 決算期            | 収益/売上高 | 営業利益 | 経常利益 | 純利益 | 備考                                                |
| ----------------- | ----------- | -------- | -------- | ------ | --------------------------------------------------- |
| 2013年3月期(16期) | 96,319      | 1,658    | 1,704    | 804    |                                                     |
| 2014年3月期(17期) | 105,335     | 1,980    | 2,017    | 2,022  |                                                     |
| 2015年3月期(18期) | 117,463     | 2,246    | 2,518    | 1,050  |                                                     |
| 2016年3月期(19期) | 144,980     | 5,062    | 4,974    | 2,026  |                                                     |
| 2017年3月期(20期) | 105,947     | 2,684    | 3,424    | 507    | 9月にDACおよびアイレップ上場廃止                    |
| 2018年3月期(21期) | 131,349     | 4,148    | 4,520    | 2,602  |                                                     |
| 2019年3月期(22期) | 147,378     | 4,463    | 5,238    | 2,723  |                                                     |
| 2020年3月期(23期) | 162,949     | 3,267    | 4,320    | 4,099  | 4月に博報堂 DY デジタル、11月にモデューロを吸収合併 |
| 2021年3月期(24期) | 165,396     | 2,157    | 3,098    | 2,242  |                                                     |
| 2022年3月期(25期) | 25,578      | 2,697    | 3,707    | 2,738  | 会計基準変更で収益ベースに                          |
| 2023年3月期(26期) | 29,020      | 3,754    | 5,036    | 4,487  |                                                     |
| 2024年3月期(27期) | 27,873      | 2,037    | 3,546    | 1,984  |                                                     |

## 拠点
| 拠点                           | 住所                                                            |
| ------------------------------ | --------------------------------------------------------------- |
| 関西支社                       | 大阪府大阪市北区中之島二丁目3-18 中之島フェスティバルタワー20階 |
| 中部支社                       | 愛知県名古屋市中区栄三丁目3-21 セントライズ栄7階                |
| 九州支社                       | 福岡県福岡市中央区天神一丁目9-17 福岡天神フコク生命ビル10階     |
| 赤坂オフィス                   | 東京都港区赤坂五丁目3‐1 赤坂Bizタワー                           |
| 高知オフィス                   | 高知県高知市帯屋町二丁目2-9 帯屋町CENTRO3階                     |
| 新潟オフィス                   | 新潟県新潟市中央区東大通二丁目4-10 日本生命新潟ビル10階         |
| ニューヨークオフィス           | アメリカ合衆国ニューヨーク                                      |
| さいたまオペレーションセンター | 埼玉県さいたま市大宮区桜木町一丁目11-20 大宮JPビルディング13階  |

## 出版物
- デジタル・アドバタイジング・コンソーシアム編著『改訂2版 ネット広告ハンドブック』、2016年5月28日、日本能率協会マネジメントセンター
- 徳久昭彦監修『生き残るための広告技術』、（原作：Rob Graham（ロブ・グラハム）、訳：DAC広告技術研究室）、2009年10月5日、翔泳社